# Gertrude Olmstead
Gertrude Olmstead (13 de noviembre de 1897 - 18 de enero de 1975) fue una actriz cinematográfica estadounidense de la era del cine mudo. 

## Biografía
Nacida en Chicago, Illinois, Olmstead interpretó su primer papel acreditado en el film de 1921 The Fox, con solo 17 años de edad. De apariencia atractiva y bien adaptada a la pantalla, ese año obtuvo varios papeles más, actuando en nueve películas en 1921, y en otras cinco en 1922. Hizo otras 17 actuaciones cuando recibió el que se considera su mejor papel, en Cobra, en 1925, junto a Rodolfo Valentino. Entre 1920 y 1929 interpretó 28 títulos, la mayoría en el papel de la heroína. En 1926 conoció al director Robert Z. Leonard, de MGM, con el que se casó en junio de ese año. Permanecieron casados hasta el fallecimiento de él en 1968. Con la llegada del cine sonoro su carrera se paralizó, por lo que se retiró. Tras su retiro vivió en el área de Los Ángeles, California, falleciendo en Beverly Hills (California) en 1975. Está enterrada en el Cementerio Forest Lawn Memorial Park, en Glendale (California).

## Filmografía seleccionada
- The Show of Shows (1929)
- Torrent]] (1926), con Ricardo Cortez y Greta Garbo.
- The Boob (1926), con George K. Arthur y Joan Crawford.
- Cobra (1925), con Rodolfo Valentino y Nita Naldi.
- The Monster (1925), con Lon Chaney.
- Cameo Kirby (1923), con John Gilbert.
- The Loaded Door (1922), con Hoot Gibson.
- The Adventures of Robinson Crusoe (1922), con Harry Myers y Noble Johnson.
- The Fox (1921), con Harry Carey.
- Out o' Luck (1921), con Hoot Gibson.
- The Fightin' Fury (1921), con Hoot Gibson.
- Kickaroo (1921), con Hoot Gibson.
- Sweet Revenge (1921), con Hoot Gibson.
- The Driftin' Kid (1921), con Hoot Gibson.
- Tipped Off (1920), con Hoot Gibson.